# Teracotona transluscens
Teracotona transluscens là một loài bướm đêm thuộc phân họ Arctiinae, họ Erebidae.